# Bodianus solatus
 Bodianus solatus és una espècie de peix de la família dels làbrids i de l'ordre dels cipriniformes que es troba a Austràlia Occidental.